# Segura (Guipúzcoa)
Segura es una localidad y municipio español situado en la parte central de la comarca del Goyerri, en la provincia de Guipúzcoa, comunidad autónoma del País Vasco. Limita con los municipios de Motiloa, Idiazábal, Cegama y Ceráin. Cuenta con 1455 habitantes (2017).
Segura fue fundada como una villa amurallada de nueva planta por el rey castellano Alfonso X el Sabio en 1256. Estaba ubicaba sobre la estratégica ruta que comunicaba Castilla con el resto de Europa. El gentilicio es segurano o segurarra. Los habitantes de Segura reciben el apodo de comesopas (o zopajaleak, en vasco).

## Geografía
De 9,22 km² de extensión, está situado en la parte más alta del valle del río Oria (240 m de altitud), al pie de la sierra de Aizgorri. Está a 49 km de San Sebastián y 8 km de Ordicia, la principal población de su comarca.
A la población se accede tras unos pocos kilómetros a través de una carretera comarcal que sale de un desvío de la carretera A-1 (Madrid-Irún). Segura no cuenta con estación de ferrocarril, pero si con una línea de autobuses regular Cegama-Ordicia que la une con Beasáin y Ordicia, las principales poblaciones de su comarca.

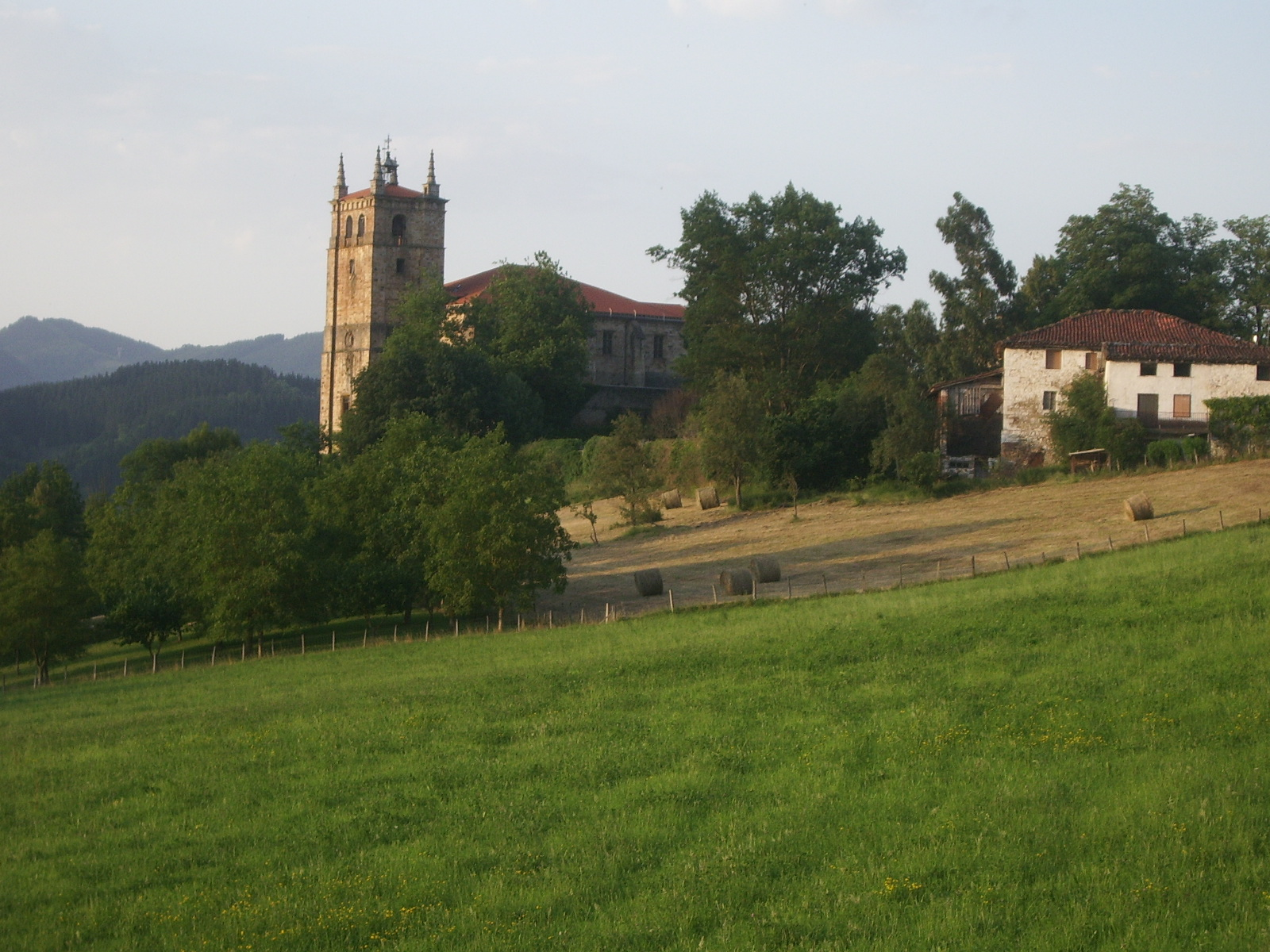
Iglesia de la Asunción

El casco urbano de Segura se ubica en una elevación de terreno cerca del río Oria. Aquí habitan la mayor parte de los vecinos de la localidad. El casco urbano presenta aún hoy en día una trama urbana de tipo medieval de forma elipsoidal y con calles paralelas unidas entre sí por cantones. La calle Mayor se corresponde con el antiguo Camino Real que atravesaba la población. Fuera del antiguo recinto amurallado y a lo largo del Camino Real se desarrollaron varios arrabales, como el de San Andrés o de Arriba; y el de la Magdalena. Alrededor del casco urbano se encuentran diseminados medio centenar de caseríos.

## Demografía
Segura cuenta con una población de 1465 habitantes (INE 2024).
| Gráfica de evolución demográfica de Segura entre 1842 y 2021                                                        |
| |
| Población de derecho según los censos de población del INE Población de hecho según los censos de población del INE |

## Economía
La población de Segura corresponde al arquetipo de los municipios rurales vascos. Presenta una pirámide de población bastante más envejecida que en los restantes municipios de la comarca y una mayor proporción de población empleada en el sector primario, aunque esta es bastante escasa. La industria tiene una implantación pequeña en el municipio; aunque muchos de sus vecinos trabajan en las industrias de las localidades cercanas. La población cuenta con un comercio minorista y hostelero que cubre los consumos de primera necesidad.
La gran mayoría de la población, cerca de un 90 %, ha nacido en el País Vasco y un 75 % en el ámbito de la propia comarca de Goyerri. Cerca del 90 % de la población domina el vascuence o euskera, que es la lengua que más usualmente se utiliza en las relaciones familiares y sociales dentro del municipio, como corresponde al perfil típico de una localidad rural de Guipúzcoa.

## Historia
Segura fue antiguamente una población de bastante importancia dentro de Guipúzcoa, pero el devenir de la historia la ha relegado a un papel secundario.
Segura perteneció desde su formación, en 1401, a la Parzonería de Aitzania, junto con Idiazábal, Legazpia, Cegama y Ceráin. Su importante actividad ganadera era motivo destacado para la participación en ella.

### Fundación
La villa de Segura fue fundada en 1256 por el rey castellano Alfonso X el Sabio. Guipúzcoa se incorporó a Castilla cincuenta años antes y tenía una gran importancia estratégica para los castellanos, ya que era su única vía de conexión terrestre con Francia y el resto de Europa, donde el rey tenía importantes intereses.
Por ello, para proteger la ruta que unía Castilla con Francia, a través del túnel de San Adrián y el valle del río Oria; en una zona cercana a la frontera de Navarra y por ello bastante peligrosa, fue fundada la villa amurallada de Segura. Su nombre de origen romance, que le fue dado por el rey sabio, alude a su clara función defensiva. La fundación de Segura no fue un hecho aislado, ya que por la misma época fueron fundadas otras villas guipuzcoanas, siguiendo los caminos principales que llevaban del interior a la costa, siguiendo los valles del Oria y del Deva.
La villa sirvió también de refugio a los campesinos de la zona, enfrentados a los peligros de bandidos, de las incursiones navarras y de los desmanes de los Parientes Mayores (jefes banderizos).

### SigloXIV
En 1384, nueve vecindades cercanas decidieron unirse a Segura por motivos defensivos y con objeto de beneficiarse de exenciones y fueros de los que disfrutaba la villa. En 1418, la villa fue abandonada durante una larga temporada debido a una epidemia de peste. Cuando su población estaba de vuelta, en 1422, se produjo el peor incendio de su historia, del que sólo se salvó la iglesia.
Tras los desastres de la peste y el fuego; Segura se recuperó convirtiéndose en la principal población de la comarca guipuzcoana del Goyerri. Su posición estratégica al pie del paso de San Adrián en la ruta con Castilla, la dependencia de las aldeas cercanas y la ubicación de la aduana en la población contribuyeron a la edad dorada de la población.

### Edad Moderna
Tras el levantamiento del conde de Salvatierra en 1520, durante la Guerra de las Comunidades, Segura se situó en el bando comunero, venciendo el ejército realista la resistencia de esta y de otras localidades comuneras vascas tras la derrota del ejército del conde de Salvatierra, Pedro López de Ayala, en la batalla de Miñano Mayor el 19 de abril de 1521.
En el siglo XVII, los pueblos anexionados a Segura solicitan libre gobierno y se emancipan, comenzando de este modo la decadencia política y económica de la villa. La decadencia de Segura se hizo aún más patente tras el incendio de 1645 y el posterior trazado del Camino Real de Coches por el valle del Deva y el puerto de Arlabán, en detrimento de Segura y el paso de San Adrián.
El declive de las ferrerías, de gran importancia también en la economía local y finalmente la apertura de la carretera N-1 y el ferrocarril, con trazados que marginaron a Segura; acabaron convirtiendo en la antaño pujante villa en casi una población rural más. La industrialización, que se asentó en las zonas de la comarca situadas a lo largo de los ejes de comunicación principales, también pasó de largo.

## Administración y política
| Partido político                                              | 2015  | 2015       | 2011  | 2011       | 2007  | 2007       | 2003        | 2003        | 1999  | 1999       | 1995  | 1995       | 1991  | 1991       |
| Partido político                                              | %     | Concejales | %     | Concejales | %     | Concejales | %           | Concejales  | %     | Concejales | %     | Concejales | %     | Concejales |
| Euskal Herria Bildu (EH Bildu)-Bildu                          | 49,75 | 5          | 50,52 | 5          | —     | —          | —           | —           | —     | —          | —     | —          | —     | —          |
| Euzko Alderdi Jeltzalea-Partido Nacionalista Vasco (EAJ-PNV)  | 43,72 | 4          | —     | —          | —     | —          | 93,65       | 9           | 19,39 | 2          | 25,86 | 2          | 31,16 | 3          |
| Partido Socialista de Euskadi-Euskadiko Ezkerra (PSE-EE PSOE) | 0,74  | 0          | 0,69  | 0          | 1,05  | 0          | —           | —           | —     | —          | —     | —          | —     | —          |
| Segura Lantzen (SL)                                           | —     | —          | 43,63 | 4          | 92,05 | 9          | —           | —           | —     | —          | —     | —          | —     | —          |
| Partido Popular del País Vasco (PP)                           | —     | —          | 0,57  | 0          | 1,05  | 0          | 3,27        | 0           | 0,34  | 0          | —     | —          | —     | —          |
| Euskal Herritarrok (EH)-Herri Batasuna (HB)                   | —     | —          | —     | —          | —     | —          | Ilegalizado | Ilegalizado | 41,26 | 4          | 32,27 | 3          | 31,16 | 3          |
| Eusko Alkartasuna (EA)                                        | —     | —          | —     | —          | —     | —          | —           | —           | 36,75 | 3          | 41,13 | 4          | 35,71 | 3          |

En las elecciones municipales de 2015, tres candidaturas concurrieron en la lucha por lograr la alcaldía del municipio; la coalición EH Bildu, PSE-EE y PP. Estos fueron los resultados:
- EH Bildu: 404 votos (5 concejales)
- Partido Nacionalista Vasco: 355 votos (4 concejales)
- Partido Socialista de Euskadi-Euskadiko Ezkerra: 6 votos (0 concejales)

En el primer pleno fue elegido alcalde el nuevo cabeza de lista por EH Bildu, Eñaut Telleria Urkia, al lograr mayoría absoluta. Socialistas quedaron sin representación en el ayuntamiento.
En las elecciones municipales de 2011, cuatro candidaturas concurrieron en la lucha por lograr la alcaldía del municipio; un partido independiente llamado Segura Lantzen, de ideología abertzale nada próximo a Batasuna, la coalición Bildu, PSE-EE y PP. Estos fueron los resultados:
- Bildu: 440 votos (5 concejales)
- Segura lantzen: 380 votos (4 concejales)
- Partido Socialista de Euskadi - Euskadiko Ezkerra: 6 votos (0 concejales)
- Partido Popular: 5 votos (0 concejales)

En el primer pleno fue elegido alcalde el cabeza de lista por Bildu, Eluska Gerriko Fariñas, al lograr mayoría absoluta. Socialistas y Populares quedaron sin representación en el ayuntamiento.

## Cultura

### Patrimonio arquitectónico

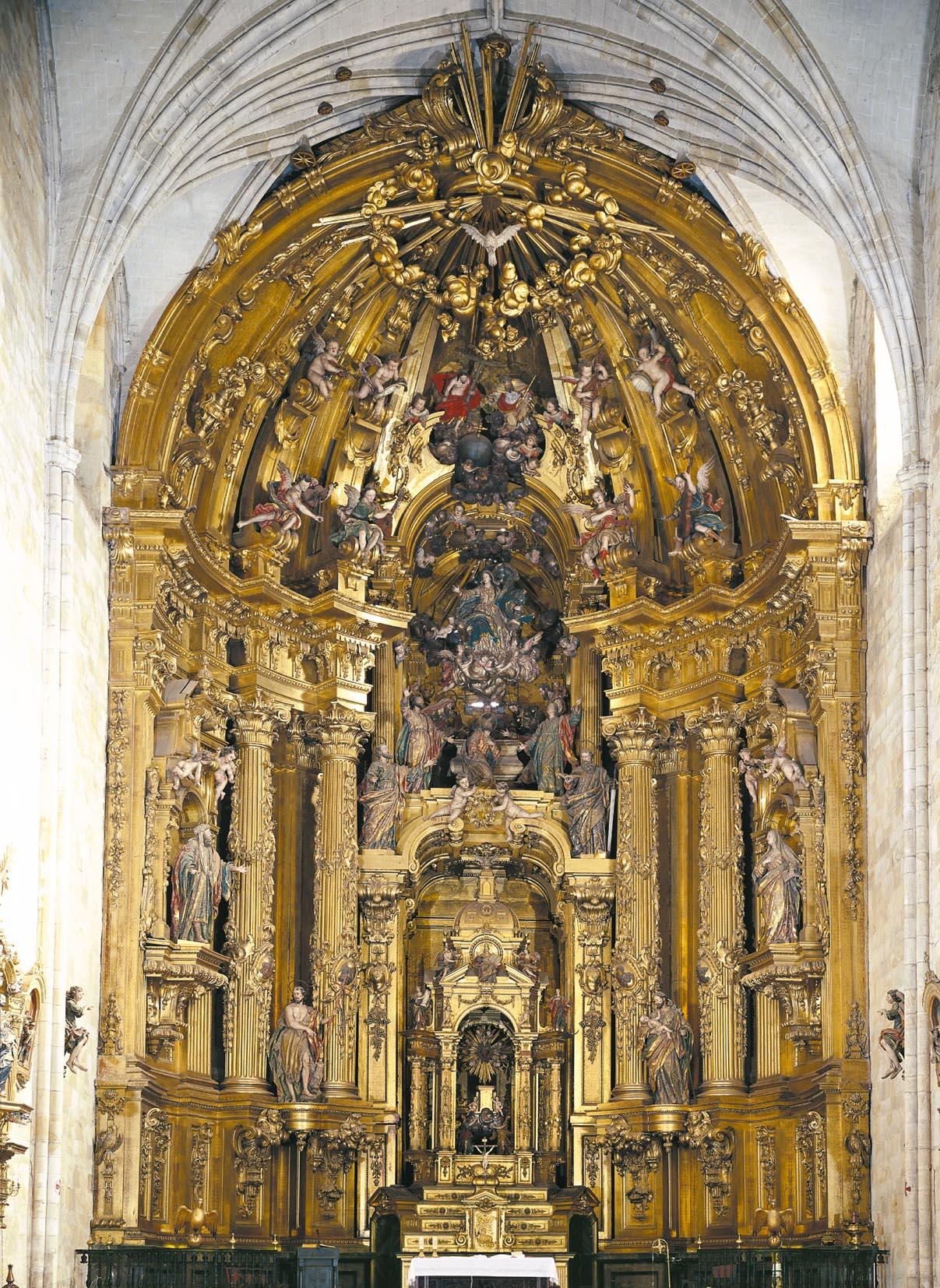
Iglesia de Nuestra Señora de la Asunción, retablo declarado Monumento Histórico Artístico

Al menos como consuelo a su decadencia económica, Segura ha podido mantener el casco medieval mejor conservado de Guipúzcoa, que forma un notable conjunto histórico-artístico en el que destacan numerosos edificios, casas solares, palacios e incluso dos portales de la muralla. En la casa consistorial, antiguo Palacio Lardizabal, construido en el siglo XVII, sobresale el gran escudo de armas de la familia. La Casa Solar de Arrue, con una galería de arte mudéjar en su fachada, constituye una de las pocas muestras de este estilo en tierras guipuzcoanas. La Casa solar de Guevara, de la Baja Edad Media, conserva una puerta dovelada sobre la que se sitúan tres pequeños escudos.
- La iglesia parroquial de Nuestra Señora de la Asunción está declarada Monumento Histórico Artístico. Presenta tres naves y bóvedas de crucería, configurando un claro estilo gótico del siglo XIV. En su interior guarda un retablo churrigueresco proyectado por Miguel de Irazusta, con esculturas de Luis Salvador Carmona. La gran lámpara o "araña" que alberga, posee una oscura e interesante historia (se dice que estaba destinada a la catedral de Lyon).
- El convento de las Concepcionistas franciscanas, antiguo convento de Santa lsabel, fue fundado en 1519 y conserva varios retablos de los siglos XIV y XVII, así como un Cristo gótico del siglo XV, una las tallas más valiosas de Guipúzcoa.
- Casa Ardixarra y Centro de Interpretación Medieval, casa datada en el siglo XVI de estructura de madera situada en el casco histórico de la villa, es el mejor y casi único ejemplo de casa urbana de estructura de madera que podemos encontrar en el País Vasco. En el desván de la Casa Ardixarra se encuentra situado el único Centro de Interpretación Medieval del País Vasco.
- Ermitas. En su entorno se sitúan varias ermitas. En la de San Andrés, antigua parroquia de la villa, sobresalen una talla de Cristo del siglo XVI una cruz procesional de estilo gótico. La ermita de Santa Engracia presenta una portada románica espadaña. La ermita de Santa Bárbara, en el monte homónimo, y la de, San Sebastián, en la que se observan angelitos negros en su retablo, otros dos edificios religiosos dotados de notable interés.

### Fiestas y tradiciones
Además de su legado arquitectónico, Segura posee también arraigadas tradiciones. A lo largo del año posee un calendario muy activo de celebraciones de todo tipo.
Se trata de una de las pocas localidades de Guipúzcoa donde se siguen celebrando procesiones en Semana Santa. Son consideradas como las de mayor importancia y tradición dentro de la provincia. Estas se desarrollan en el histórico marco de su casco urbano, contribuyendo a realzar la animación y esplendor de las mismas. Como acontecimiento de interés, destaca en Viernes Santo, el descendimiento del Cristo Articulado de la iglesia parroquial de la villa.
A lo largo del año se celebran dos ferias en la localidad; el primer domingo de primavera se celebra la Feria de Flores y Plantas de Primavera; y en septiembre la Feria de las Aves del País Vasco.
Otro detalle curioso del folclore de esta villa lo representa una celebración muy arraigada, la bendición de las semillas en la ermita Santa Engracia, el día 16 de abril. También se realizan a lo largo del año romerías a la ermita de Santa Bárbara y a la de San Andrés.
Las fiestas patronales de Segura se celebran el día de San Juan, 24 de junio. Coincidiendo en fechas con ella se suele celebrar desde 1977, el renombrado campeonato de baile al suelto de Euskal Herria, que suele ser retransmitido a todo el País Vasco por la ETB.
Es muy popular la festividad de San Nicolás de Bari del 6 de diciembre, conocida como Fiesta del Obispillo o San Nikolas Txiki, en la que los niños del pueblo cobran especial protagonismo. Esta fiesta tiene una tradición que se remonta a hace unos 150 años. Se suele nombrar obispo a un niño o niña del pueblo de 6 años, que vestido como tal va acompañado por los restantes niños del pueblo, por las calles de Segura, mientras cantan una canción tradicional y recogen los caramelos que los adultos les lanzan desde balcones y ventanas
En el aspecto artesanal, esta villa sobresale por su tradición en la manufactura del mimbre y aperos de madera.
La Tarta de Segura es un plato repostero típico de la localidad, hecho con almendra y huevo. Por su larga conservación se destinaba al aprovisionamiento de los viajes a América. Solo dos familias conservan la receta tradicional. También son típicos los talos o tortas de maíz.

## Personas destacadas
- Juan Bautista de Orendáin (1683-1731): secretario de Estado de Felipe V de España.
- Joseph de Lardizábal y Vicuña (1716-1776): fiscal del Crimen de Barcelona, fiscal de lo Civil de Barcelona, oidor de Valladolid, regente de Barcelona, ministro togado de Hacienda.
- Esteban Zurbano: Diputado General de Guipúzcoa en las últimas cortes de Isabel II
- Shegundo Galarza (1924 - 2003): pianista de jazz y Maestro, erradicado en Portugal.